# Феодора Саксен-Мейнингенская
Феодо́ра Са́ксен-Майнинге́нская (нем. Feodora von Sachsen-Meiningen; 19 мая 1879, Потсдам — 26 августа 1945, Ковары) — принцесса Саксен-Мейнингенская; единственный ребёнок Бернхарда III Саксен-Майнингенского и его супруги Шарлотты Прусской, старшей дочери германского императора Фридриха III и Виктории Великобританской. Феодора была старшей из правнуков королевы Виктории.

## Биография

### Ранняя жизнь

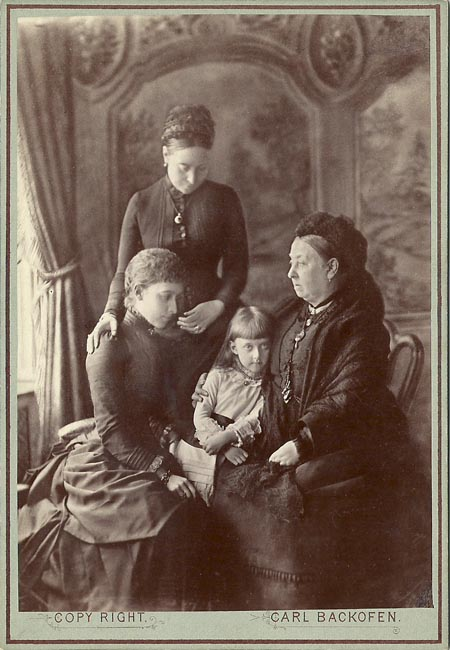
Феодора с матерью, бабушкой и прабабушкой

Принцесса Феодора родилась 19 мая 1879 года в семье Бернгарда, наследного принца Саксен-Мейнингенского, и Шарлотты Прусской. По материнской линии Феодора была старшей внучкой будущего германского императора Фридриха III и Виктории Великобританской; кроме того, новорождённая принцесса стала первой правнучкой королевы Виктории. По отцовской линии Феодора была внучкой Георга II, герцога Саксен-Мейнингенского, и Шарлотты Прусской, племянницы императора Вильгельма I.
Мать принцессы, Шарлотта, любила находиться в обществе и ненавидела беременность, считая, что она ограничивает её деятельность; после рождения Феодоры Шарлотта объявила своей матери, что больше не собирается рожать детей и предпочитает вернуться к императорскому двору и наслаждаться жизнью, чем несказанно огорчила кронпринцессу Викторию. Для европейской королевской семьи было непривычным наличие только одного ребёнка, и Феодора, вероятно, переживала детство в одиночестве. Шарлотта любила путешествовать и оставляла дочь на попечение своей матери в замке Фридрихсхоф, полагая, что та сможет обеспечить наилучший уход маленькой принцессе. Виктория, которой нечасто предоставлялась возможность увидеть детей своего старшего сына, любила проводить время со своей старшей внучкой. Вспоминая одно из посещений Феодоры, Виктория писала, что «она действительно хороший маленький ребёнок и ею намного легче управлять, чем её Мама́».
Виктория, ощущая нехватку дома Феодоры, постепенно приобрела озабоченность по поводу внешности девушки и её умственного развития; кронпринцесса описывала свою тринадцатилетнюю внучку как обладающую «резким напряжёнными чертами лица» и необычайной низкорослостью. Кроме того, Феодора не проявляла большого интереса к учёбе, предпочитая вместо этого обсуждать легкомысленные предметы, например, моду. Её бабушка, которая придавала большое значение образованию, винила в этом недостаточный родительский контроль над пробелами в обучении девушки, комментируя это тем, что «атмосфера в её дома была не самой лучшей для ребёнка её возраста… С Шарлоттой в качестве примера, что ещё можно ожидать… Её родители редко бывали дома или [были] вместе… Она вряд ли знает, что такое жизнь дома!»
Несмотря на столь нелестное мнение кронпринцессы, Феодора нравилась королеве Виктории. В июне 1887 года маленькая Феодора вместе с родителями побывала на золотом юбилее королевы в Лондоне; в то время, как её родители находились в Букингемском дворце, сама Феодора оставалась со своей кузиной Алисой Баттенберг в доме герцогини Баклю в Уайтхолле, позволившей девочкам понаблюдать за королевской процессией по пути в Вестминстерское аббатство. В письме дочери королева Виктория описывала девочку как «милую маленькую Фео, которая так хороша и я думаю, что вырастет она довольно симпатичной. Мы были рады, что она есть у нас, и я думаю, этот дорогой ребёнок и сам наслаждается этим».

### Жизнь в браке
Чем старше становилась Феодора, тем чаще возникал вопрос о будущем браке принцессы. Изгнанный князь Пётр I Карагеоргиевич, который был старше принцессы на тридцать шесть лет, предлагал себя в качестве жениха, хотя сделано это было, вероятно, в расчёте получить поддержку при наследовании сербского престола. Шарлотта заявила, «что для такого трона Феодора слишком хороша». На роль будущего мужа также рассматривался Альфред, наследный принц Саксен-Кобург-Готский, единственный сын герцогини Эдинбургской, которая была дружна с матерью Феодоры.
Через несколько месяцев после возвращения с празднования бриллиантового юбилея королевы Виктории, проходившего в июне 1897 года, Феодора обручилась с принцем Генрихом XXX Рёйсс-Кёстрицким, о чём было объявлено в начале октября. Отец Генриха умер в начале 1898 года и заключение брака было отложено на несколько месяцев. Вскоре поползли слухи, что помолвка и вовсе была расторгнута, однако они оказались несостоятельными: 26 сентября 1898 года в Бреслау состоялась лютеранская брачная церемония.
Не особенно богатый или титулованный Генрих служил капитаном 92-го брауншвейгского пехотного полка. Вдовствующая императрица Виктория была удивлена таким выбором жениха, в частности из-за его положения, но отметила, что невеста, по крайней мере, казалась счастливой. Пятнадцатилетняя разница в возрасте между новобрачными не смущала вдовствующую императрицу и она писала: «Я очень рада, что он старше неё, и если он мудр, и надёжен, и непоколебим, он может сделать для неё много хорошего, и всё может получиться неплохо, но у неё был странный пример её матери и сама она странное маленькое существо». Феодора была без ума от своего жениха и, скорее всего, искала способ избавиться от сомнительной домашней жизни с родителями.
Сразу после возвращения из свадебного путешествия Генрих стал проводить много времени на службе, а Феодора присоединилась к читательской группе и часто посещала оперу и театр в Берлине. Благодаря службе супруга, получавшего назначения в разные города, Феодора много путешествовала по Германии. Однако замужество дочери так и не улучшило отношений между Шарлоттой и Феодорой: после визита пары в 1899 году Шарлотта написала, что Феодора «непонятная» и «замыкается, когда я пытаюсь повлиять на неё относительно её личности и здоровья». Шарлотта также не любила своего зятя и часто критиковала его внешность и неспособность контролировать своевольную жену. В отличие от своей матери, Феодора хотела иметь детей; неспособность забеременеть расстраивала Феодору, но радовала Шарлотту, у которой не было никакого желания иметь внуков.
Ван дер Кисте пишет, что у Шарлотты и Феодоры были очень похожие личности: «обе были волевыми личностями, которые любили сплетни и были готовы поверить в худшее друг в друге». В 1900 году Феодора посетила Виндзорский замок и в последний раз встретилась со своего прабабкой королевой Викторией, которая скончалась в следующем году. Генрих присутствовал на похоронах королевы в одиночестве, поскольку пошатнувшееся здоровье Феодоры не позволило ей покинуть дом. Феодора винила малярию в своём состоянии; Шарлотта же объявила членам семьи, что Генрих наградил жену венерическим заболеванием, что Феодора яростно отрицала. Шарлотта потребовала дочь сдать анализы её личному врачу, и когда Феодора отказалась, убедила себя, что была права. В ответ Феодора отказалась посещать дом матери и жаловалась членам семьи на «немыслимые» действия Шарлотты.
Многие годы члены семьи пытались помирить мать и дочь, однако все их действия были безуспешны. Шарлотта не писала дочери почти десять лет, и возобновила переписку лишь тогда, когда Феодора перенесла опасную операцию, которая должна была помочь ей зачать. И хотя Шарлотта выразила возмущение тем, что такая операция вообще была одобрена, она в итоге навестила дочь в санатории по просьбе самой Феодоры.

### Последние годы
Феодора страдала большую часть её взрослой жизни из-за плохого здоровья, охарактеризовав свои болезни как «старую историю». Как и её мать и бабку, Феодору мучили головокружение, бессонница, тошнота, различные боли, паралич, запор и диарея. Феодора перенесла несколько операций и безуспешно пыталась вылечить бесплодие.
В 1903 году Генрих был переведён в Фленсбург, где поселился с женой в небольшом доме. Феодора поняла, что регион с мягким климатом положительно влияет на её здоровье. Чтобы увеличить положительный эффект и вероятность забеременеть, Феодора стала принимать таблетки с мышьяком и торием. Её слабый организм вновь дал сбой, и в октябре 1904 года Феодору стали мучить зубная боль и мигрени, которые она списала на грипп. Феодора снова и снова пыталась зачать и многие годы посещала частные клиники, где ей проводили мучительные операции и процедуры, которые однако не давали результатов.
С началом Первой мировой войны Генрих был переброшен на Западный фронт, а его жена открыла небольшой госпиталь для лечения раненых солдат. В этот период отношения между супругами ухудшились; Генрих считал, что Феодора наслаждалась своими жалобами на болезни и хождением по врачам. Он писал, что её болезнь «состоит в основном в полном отсутствии энергии и умственной апатии», и жаловался, что «она сильно преувеличивает свои недуги и вызывает у меня и других совершенно ненужные тревоги».
После войны, завершившейся поражением Германии, отец Феодоры лишился своего герцогства. В следующем 1919 году от сердечного приступа скончалась мать Феодоры, её отец умер в 1928 году. О том, как жила в этот период сама Феодора известно мало; также были утеряны записи о её болезнях в этот период. Она провела свои последние годы в санатории Бухвальд-Хохенвизе близ Хиршберга в Силезии. Феодора покончила с собой 26 августа 1945 года вскоре после окончания Второй мировой войны.

## Медицинское исследование
Большинство историков сходятся во мнении, что и Феодора, и её мать страдали порфирией — генетическим заболеванием, которое, как полагают, затронуло некоторых членов Британской королевской семьи, прежде всего короля Георга III. В книге Purple Secret: Genes, 'Madness', and the Royal Houses of Europe историк Джон Рель и генетики Мартин Уоррен и Дэвид Хант называют мать Феодоры «занима[ющей] ключевое положение [в] поиске порфирийной мутации у потомков Ганноверов». В 1990-х годах команда под руководством Реля эксгумировала тела Шарлотты и Феодоры и взяла биологические образцы каждой принцессы для тестирования. Как у матери, так и у дочери исследователи обнаружили доказательства мутации, связанной с порфирией; хотя исследователи отмечают, что не могут быть «полностью уверены», что эта мутация была вызвана генетическим заболеванием, они считают, что это «бесспорно» на основании исторических и биологических доказательств. Исследователи также добавляют, что многие из тех же симптомов были обнаружены у бабки Феодоры Виктории, а также у других членов семьи, включая и саму королеву Викторию.